# Ettore Meini
Ettore Meini (Cascina, província de Pisa, 5 de gener de 1903 - Pisa, 29 d'agost de 1961) va ser un ciclista italià que fou professional entre 1928 i 1935. Es va distingir com a velocista i en el seu palmarès destaquen tres etapes al Giro d'Itàlia i una al Tour de França.

## Palmarès
- 1926
  - 1r al Giro del Casentino
- 1928
  - 1r a la Copa Cavaciocchi
- 1929
  - 1r a la Copa Zucchi
- 1930
  - 1r a la Copa Cavaciocchi
- 1931
  - 1r al Giro d'Umbria
  - 1r al Giro de Romanya
  - Vencedor d'una etapa al Giro d'Itàlia
- 1932
  - 1r a la Milà-La Spezia
  - Vencedor de 2 etapes al Giro d'Itàlia
  - Vencedor de 2 etapes de la Barcelona-Madrid
  - Vencedor d'una etapa de la Volta a Catalunya
- 1933
  - Vencedor de 2 etapes al Giro d'Itàlia
  - Vencedor d'una etapa al Circuit de Midi
- 1934
  - Vencedor d'una etapa al Tour de França
  - Vencedor d'una etapa a la Volta a Catalunya

### Resultats al Giro d'Itàlia
- 1931. 31è de la classificació general. Vencedor d'una etapa
- 1932. 40è de la classificació general. Vencedor de 2 etapes
- 1933. 51è de la classificació general. Vencedor de 2 etapes
- 1934. 27è de la classificació general

### Resultats al Tour de França
- 1934. 29è de la classificació general i vencedor d'una etapa